# Nonagria fumea
Nonagria fumea là một loài bướm đêm trong họ Noctuidae.